# Виноградов, Александр Дмитриевич (контр-адмирал)
Александр Дмитриевич Виноградов (10 (23) апреля 1905, Самара — 28 августа 1964, санаторий Архангельское, Красногорский район Московской области) — советский военачальник, контр-адмирал ВМФ СССР (27 января 1951 года).

## Биография

### Довоенные годы
Родился 10 (23) апреля 1905 года в Самаре. Русский.
С апреля 1920 по апреля 1922 года служил на флоте помощником шофера Центральной гидроавиабазы морских сил Чёрного моря. Окончил военно-морское подготовительное училище (май 1922—1924) и Высшее военно-морское училище имени М. В. Фрунзе (март 1924 — февраль 1928 года). В марте 1928 года назначен вахтенным начальником на крейсере «Профинтерн» Балтийского флота. С марта 1928 года по сентябрь 1929 годов учился в Севастопольской военной школе морских лётчиков и лётчиков наблюдателей ВВС РККА имени И. В. Сталина, с сентября 1929 по ноябрь 1930 года был летчиком-наблюдателем 65-го отдельного авиаотряда в Севастополе.
Член ВКП(б) с 1930 года. В ноябре 1930 — августе 1932 года слушатель курсов усовершенствования командного состава Военно-морских сил РККА в Ленинграде, после чего назначен помощником командира минного заградителя «9 января» (с августа 1932 по декабрь 1934 года). С декабря 1934 по декабрь 1936 года — командир минного заградителя «25 октября» Балтийского флота. С декабря 1936 по июль 1937 года — слушатель курсов командиров миноносцев специальных курсов командного состава, с ноября 1937 года — командир эсминца «Стремительный» Балтийского флота.

### Военные годы
Виноградов участвовал в советско-финской войне, в мае — июне 1940 года совершил со своим эсминцем «Стремительный» переход по Беломор-Балтийскому каналу из Ленинграда в Полярный и вошёл в состав Северного флота.
Со своим кораблём встретил начало Великой Отечественной войны, участвуя в обороне Советского Заполярья и отражая налёты немецкой авиации: моряки «Стремительного» сбили один вражеский бомбардировщик Junkers Ju 88.
20 июля 1941 года эсминец «Стремительный» вернулся из боевого похода и стал на якорь в Палогубском входе в Екатерининскую гавань. В 12:00 на большой высоте над кораблём прошёл разведывательный самолёт, однако эсминец не покинул позицию. В 17 часов на корабль прибыли артисты из краснофлотского ансамбля песни и пляски Северного флота, а тем временем командира корабля вызвали в штаб для уточнения боевого задания. В 17:30 на корабль совершили налёт 11 самолётов Ju-88, сбросившие более 20 авиабомб. Одна из бомб разорвалась у левого борта, разрушив подводную часть корабля, другая 500-кг бомба разорвалась в первом котельном отделении, а третья разорвалась в машинном отделении. Эсминец разломился на две части: погиб 101 человек, 110 были спасены. Командир корабля А. Д. Виноградов лично наблюдал с командующим флотом А. Г. Головко и работниками штаба гибель своего судна: по его словам, драма гибели корабля запечатлелась на всю его жизнь.
С 23 июля 1941 года по 9 марта 1942 года Виноградов был начальником штаба Йоканьгской военно-морской базы, до апреля 1942 года находился в распоряжении ВС Северного флота. Затем направлен на командный факультет Военно-морской академии имени Ворошилова, который окончил в январе 1944 года в Астрахани и затем был назначен командиром Охраны водного района Карской военно-морской базы (остров Диксон).
С 6 октября 1944 года — начальник штаба Печенгско-военно-морской базы, участник Петсамо-Киркенесской наступательной операции. В апреле 1945 года назначен начальником штаба эскадры Северного флота. За годы войны он обеспечивал проводку внутренних и северных конвоев, а также борьбу против подводных лодок и авиации противника. Награждён орденом Ушакова II степени 10 мая 1945 года со следующей формулировкой:

Умело и грамотно определял основные задачи того или иного периода деятельности Печенгской ВМБ… даже при наличии недостаточного количества офицерского состава штаба, при недостаточной опытности большей части офицеров штаба, в труднейших условиях организационного периода базы удалось хорошо организовать боевое управление командира базы. Осуществляя управление конвойными операциями, благодаря правильному анализу и оценке тов. Виноградов способствовал проведению через позиционные минные заграждения без потерь 52 конвоев общим количеством в 106 транспортных единиц… Лично организуя и руководя проводкой особо ценных двух конвоев, показал пример организованности в проводке их в операционной зоне ПВМБ в сложной минной обстановке.

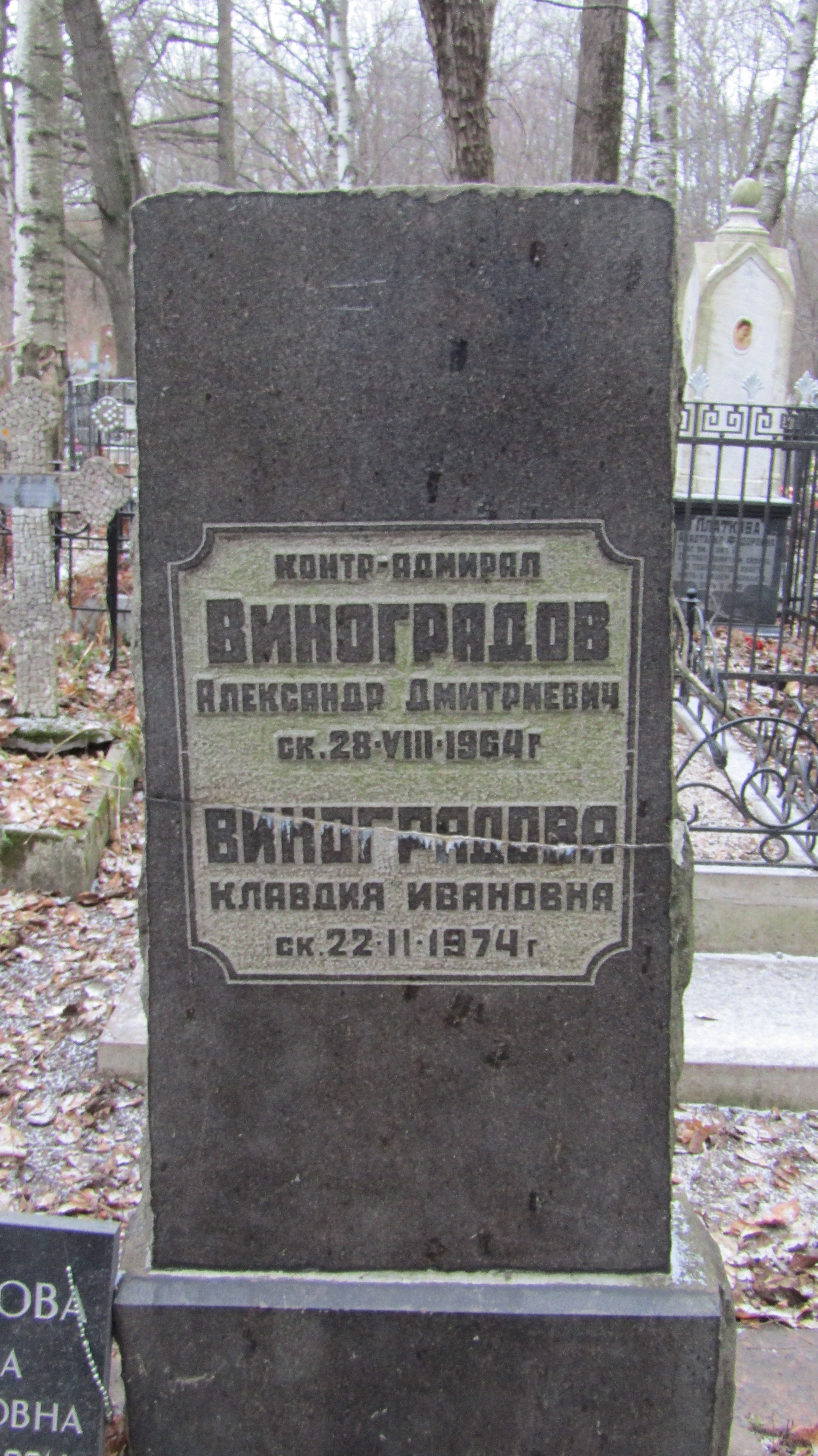
Могила Виноградова А.Д. Серафимовское кладбище, Санкт-Петербург.

### После войны
С декабря 1947 по июль 1950 годы Виноградов был начальником учебного отдела Управления высшего военно-морских учебных заведений ВМФ, позже назначен начальником инспекции и старшим инспектором по тактической подготовке и военно-морской географии. Произведён в контр-адмиралы 27 января 1951 года. С мая 1952 по ноябрь 1954 года был в распоряжении Министерства национальной обороны Польши, проработав начальником штаба и заместителем командующего ВМС Польши до мая 1953 года, а затем до ноября 1954 года проработав советником командующего ВМС Польши. Согласно служебной характеристике от министра национальной обороны Польши маршала К. К. Рокоссовского от 1955 года, Виноградов имел «достаточные знания военно-морского дела, организации и укрепления Военно-морского флота, повышения уровня боевой и политической подготовки личного состава, а также воспитания польских молодых офицерских кадров». Фактически Виноградов был командующим ВМС Польши.
В январе 1955 года контр-адмирал Виноградов занял пост начальника центральной лаборатории № 14 Военно-морского флота, а в июле 1955 года — главы института № 16 Военно-морского флота в Ленинграде (де-факто он был научным руководителем Новоземельского полигона, на котором 21 сентября 1955 года в 10:00 был произведён первый ядерный взрыв). В августе 1957 года стал начальником Центрального научно-исследовательского института специального вооружения и защиты ВМФ, в октябре 1959 года — первым заместителем начальника по научно-исследовательской работе института № 16 ВМФ. Согласно аттестации, к октябрю 1959 года «проделал большую работу по организации и формированию института, оснащению его лабораторным оборудованием и приборами, подбору кадров и их обучению и материально-техническому обеспечению института».
С марта 1960 года — в запасе по болезни (на ранний уход во многом повлияла гибель «Стремительного» в начале войны). Скончался 28 августа 1964 года. Похоронен на Серафимовском кладбище.

## Награды
- Орден Ленина (1945)
- три Ордена Красного Знамени (1944, 1944, 1951)
- Орден Ушакова II степени (10 мая 1945)[5]
- Орден Отечественной войны I степени
- Орден Трудового Красного Знамени (1958)
- Медаль «XX лет РККА»
- Медаль «30 лет Советской Армии и Флоту»
- Медаль «За победу над Германией в Великой Отечественной войне 1941—1945 гг.»
- Медаль «За оборону Заполярья»
- Именное оружие (1955)
- Командорский крест ордена Возрождения Польши III степени (2 июля 1954)

### На русском
- Лурье В. М. Адмиралы и генералы Военно-морского флота СССР: 1946—1960. — М.: Кучково поле, 2007. — 672 с. — 3000 экз. — ISBN 978-5-9950-0009-9.
  - Информация в Кольской энциклопедии (рус.)
- Бережной С. С. Корабли и суда ВМФ СССР 1928-1945. Справочник.. — М., 1988. — С. 32, 297.
- Бордюков В. В. Частицы отданной жизни. Воспоминания испытателей Новоземельского ядерного полигона. — М., 1999. — С. 24, 321.
- ЦВМА, личное дело № 12631, 12632
  - ЦВМА. Ф. 3. Оп. 028554. Д. 48. Л. 462
  - ЦВМА. Ф. 3. Оп. 10. Д. 24. Л. 47
  - ЦВМА. Ф. 3. Оп. 13. Д. 32. Л. 105
  - ЦВМА. Ф. 3. Оп. 13. Д. 42. Л. 51
  - ЦВМА. Ф. 14. Оп. 56. Д. 17. Л. 131—133, 393

### На польском
- Jan Radziemski. Dramat w cieniu góry Wiestnik. Zatopienie niszczyciela Striemitielnyj (пол.) // Morze, Statki i Okręty. — 2011. — Kwiecień (nr 4). — ISSN 1426-529X.
- Henryk Piotr Kosk. Generalicja polska. Popularny słownik biograficzny. — Pruszków, 2001. — Т. II.
- Janusz Królikowski. Admirałowie Polskiej Marynarki Wojennej 1945-2004. — Toruń: Wydawnictwo Adam Marszałek, 2004. — ISBN 83-7441-013-2.